# Jane Catherine Ngila
Jane Catherine Ngila es una química keniata especializada en el uso de nanotecnologías para la purificación del agua. En 2021 recibió el Premio L'Oréal-UNESCO a Mujeres en Ciencia para la zona de África y Medio Oriente. Actualmente es directora ejecutiva interina de la Academia Africana de Ciencias y miembro de la Academia de Ciencias de Sudáfrica.

## Biografía
Ngila estudió una licenciatura en Educación científica (1986) y una maestría en Química (1992) en la Universidad Keniata y recibió una beca del gobierno australiano para completar un doctorado en Química Medioambiental en la Universidad de Nueva Gales del Sur (1996).
Regresó a su país natal para incorporarse como profesora del Departamento de Química en la Universidad Keniata, donde trabajó de 1996 a 1998, y posteriormente salió de su país para incorporarse a la Universidad de Botsuana, donde laboró de 1998 a 2006. Ese mismo año emigró a Sudáfrica donde se incorporó a la Universidad de KwaZulu-Natal (2006-2011) y finalmente a la Universidad de Johannesburgo, donde trabaja desde abril de 2011.
En el ámbito empresarial ha sido subdirectora del Instituto Morendat de Gas y Petróleo (MIOG) de la Kenya Pipeline Company.

## Investigaciones
Su área de especialidad es la purificación del agua utilizando resinas químicas y otros adsorbentes. Es autora o coautora de más de 150 artículos y reviews y su índice h es 23.

## Premios y reconocimientos
- 2016 Premio Kwame Nkrumah a la Excelencia Científica de la Unión Africana.[8]
- 2021 Premio L'Oréal-UNESCO a Mujeres en Ciencia (África y Medio Oriente).